# Nabil Kiram
Nabil Kiram (* 1. Mai 1982) ist ein ehemaliger marokkanischer Leichtathlet, der sich auf den Diskuswurf spezialisiert hat und gelegentlich auch im Kugelstoßen an den Start ging.

## Sportliche Laufbahn
Erste internationale Erfahrungen sammelte Nabil Kiram im vermutlich im Jahr 2001, als er bei den Juniorenafrikameisterschaften in Réduit mit einer Weite von 13,65 m die Bronzemedaille im Kugelstoßen gewann, wie auch im Diskuswurf mit 44,57 m. Im Jahr darauf belege er bei den Afrikameisterschaften in Radès mit 47,76 m den vierten Platz im Diskusbewerb und 2004 gewann er bei den Afrikameisterschaften in Brazzaville mit 52,12 m die Bronzemedaille hinter den Südafrikanern Frantz Kruger und Hannes Hopley. Anschließend belegte er bei den Panarabischen Spielen in Algier mit 51,35 m den sechsten Platz. Im Jahr darauf wurde er bei den Spielen der Frankophonie in Niamey mit 51,88 m Vierter und 2006 gewann er bei den Afrikameisterschaften in Bambous mit einem Wurf auf 53,41 m erneut die Bronzemedaille, diesmal hinter den Ägyptern Omar Ahmed el-Ghazaly und Yasser Farag. Im Jahr darauf belegte er bei den Arabischen Meisterschaften in Amman mit 52,73 m den sechsten Platz und anschließend wurde er bei den Panarabischen Spielen in Kairo mit 52,78 m Fünfter. 2008 sicherte er sich dann bei den Afrikameisterschaften in Addis Abeba mit 52,99 m zum dritten Mal in Folge die Bronzemedaille, diesmal hinter dem Südafrikaner Hannes Hopley und Yasser Farag Ibrahim aus Ägypten. 2009 gelangte er bei den Mittelmeerspielen in Pescara mit 53,52 m auf den zehnten Platz und anschließend belegte er bei den Spielen der Frankophonie in Beirut mit 55,80 m den vierten Platz, ehe er bei den Arabischen Meisterschaften in Damaskus mit 52,95 m Sechster wurde. Im Jahr darauf klassierte er sich bei den Afrikameisterschaften in Nairobi mit 54,27 m auf dem vierten Platz und 2011 belegte er bei den Panarabischen Spielen in al-Ain mit 51,27 m den fünften Platz. 2015 wurde er wegen eines Dopingverstoßes gesperrt und beendete daraufhin seine aktive sportliche Karriere.
In den Jahren 2007, 2009 und 2010 sowie 2013 und 2014 wurde Kiram marokkanischer Meister im Diskuswurf sowie 2007 auch im Kugelstoßen.

## Persönliche Bestzeiten
- Kugelstoßen: 16,44 m, 26. Juni 2010 in Agadir
- Diskuswurf: 59,37 m, 24. Juni 2007 in Oujda (marokkanischer Rekord)